# Jörg-Peter Pahl
Jörg-Peter Pahl (* 7. Juli 1939 in Berlin; † 25. Juli 2022 in Hamburg) war ein deutscher Erziehungswissenschaftler, Berufspädagoge und Universitätsprofessor em. an der TU Dresden, der in den Bereichen der Berufswissenschaft und Berufsbildungswissenschaft sowie Didaktiken beruflichen Lehrens und Lernens lehrte und forschte.

## Werdegang
Pahl wurde als Sohn des Elektroingenieurs Hans-Joachim Pahl und seiner Ehefrau Edith geboren. Nach dem Attentat am 20. Juli 1944 wurde die Familie durch das NS-Regime auseinandergerissen. Die Eltern kamen in ein Konzentrationslager und der Sohn wurde in einer regimetreuen Familie mit etwa zwanzig Kindern untergebracht. Die Mutter kam nach einigen Wochen frei und wurde zum Arbeitsdienst verpflichtet. Der Junge kam zu den Großeltern nach Treuburg in Ostpreußen, von wo er die Flucht vor der russischen Armee mitmachte.
Nach Kriegsende fand sich die Familie wieder zusammen und lebte seitdem in Hamburg. Pahl absolvierte die Technische Oberschule, begann eine Berufslehre als Maschinenschlosser und besuchte gleichzeitig ein Abendgymnasium. Nach dem Lehrabschluss arbeitete er als Maschinenbauer bei einer Firma für Apparatebau und legte die Aufnahmeprüfung für ein Studium ab. Im Herbst 1960 begann er das Studium an der damaligen Ingenieurschule in Hamburg, das er im Sommer 1963 abschloss. Er nahm eine Tätigkeit als Maschinenbauingenieur in einer hamburgischen Firma für Heizungs-, Klima- und Schiffstechnik auf und schrieb sich im Herbst 1963 zum Studium für das Lehramt an Berufs-, Berufsfach- und Fachschulen an der Universität Hamburg ein. Das erste Staatsexamen legt er in den Fächern „Erziehungswissenschaften“, „Sozialwissenschaften“ und „Metalltechnik“ 1966 ab. Im Frühjahr 1967 trat er in das Referendariat ein, dass er im Sommer 1968 mit dem zweiten Staatsexamen abschloss.
Von 1968 bis 1974 arbeitete er an der Staatlichen Gewerbeschule Kraftfahrzeug- und Flugzeugtechnik und hatte einen Lehrauftrag am Studienseminar. Von 1974 bis 1975 war er als Studiendirektor Abteilungsleiter und pädagogischer Fachleiter an der Berufsfachschule Iserlohn, in welcher zu dieser Zeit ein Modellversuch des Bundesinstituts für Berufsbildung zur Doppelqualifikation „Facharbeiterbrief und Fachhochschulreife“ durchgeführt wurde an dem er mitwirkte. 1975 wurde er in Hamburg hauptamtlicher Leiter des Fachseminars „Metall- und Maschinentechnik“ am Staatlichen Studienseminar Hamburg. Daneben leitete er diverse Lehrplanausschüsse und unterrichtete, um den Kontakt zur Lehrpraxis nicht zu verlieren, an den verschiedenen Formen beruflicher Schulen. 1989 promovierte er mit der Arbeit „Ganzheitliche Inhaltsstrukturierung auf der Basis des Technikdidaktischen Ansatzes“. Neben seiner Tätigkeit im Hauptamt wirkte er an Modellversuchen in der Universität Bremen mit, wurde Mitherausgeber der Zeitschrift „lernen & lehren – Elektro- und Metalltechnik“ sowie 1992 Mitherausgeber der „berufsbildung – Zeitschrift für Praxis und Theorie in Betrieb und Schule“.
In den Jahren von 1991 bis 1993 war er Mitglied einer Kommission zur Gründung eines Institutes zur Ausbildung von Lehrern beruflicher Schulen an der Bildungswissenschaftlichen Hochschule Flensburg. Im Frühjahr 1993 erhielt er einen Ruf der TU Dresden und erziehungswissenschaftlichen Fakultät als Didaktiker am damaligen Institut für Berufliche Fachrichtungen. Der Lehrstuhl hatte die Denomination „Metall- und Maschinentechnik/Berufliche Didaktik“. Hier wirkte er als Institutsdirektor an diversen Forschungsvorhaben. Nach seiner Emeritierung 2004 arbeitete er ehrenamtlich am Institut für Berufliche Fachrichtung und dem Nachfolgeinstitut „Berufspädagogik und Berufliche Didaktiken“ der Technischen Universität Dresden mit Drittmittelprojekten und zahlreichen Veröffentlichungen sowie als Herausgeber und wissenschaftlicher Beirat. Seit 2015 wirkte er am Institut für Angewandte Bautechnik der TU Hamburg u. a. an einem Doktorandenkolloquium mit.

## Werk und Arbeitsschwerpunkte
Pahl publizierte mehr als 20 Monographien, über 30 Sammelbände und mehr als 350 Fachaufsätze. Er war Mitbegründer der Fachzeitschrift „lernen&lehren –Elektrotechnik/Metalltechnik“ und hat die Zeitschrift „berufsbildung“ nach der Wendezeit als Mitherausgeber in eine neue Form gebracht. Sein Werk richtet sich auf die nicht-akademischen und akademischen Bereiche mit dem Ziel berufliches Lehren, Lernen und Studieren zu erforschen, zu systematisieren, darzustellen und zu verbessern. Im Zentrum steht die Entwicklung der Berufsbildung und des Berufsbildungssystems, welche in einem engen Zusammenhang mit den Berufen und der Entwicklung der Berufe stehen. Dabei ging es Pahl insbesondere um berufwissenschaftlich und berufsbildungswissenschaftlich fundierte didaktische Konzepte für Ausbildung und Unterricht sowie den Auf- und Ausbau beruflichen Lehrens, Lernens und Studierens.

## Veröffentlichungen

### Herausgeberschaften von Periodika
- berufsbildung. Zeitschrift für Praxis und Theorie in Betrieb und Schule. (von 1992 bis 2002 gemeinsam mit Ernst Uhe, von 2003 bis 2010 gemeinsam mit Josef Rützel)
- lernen & lehren. Mitherausgeber. Zeitschrift der Bundesarbeitsgemeinschaften Elektrotechnik und Metalltechnik. (1988–2015)
- „Lehr- und Lernbogen für Technik“. Herausgeber. (1996–1999)
- „Berufsfeldwissenschaft. Forschung – Lehre – Praxis“. Metall- und Maschinentechnik. Zehn Bände. (1995–1999)
- „Dresdner Studien zur Erziehungswissenschaft und Sozialforschung“. Mitglied im Herausgeberkollegium. Weinheim und München Juventa Verlag (1995–2002)

### Monographien und Herausgeberschaften (Auswahl seit 2010)
- Berufe, Berufswissenschaft und Berufsbildungswissenschaft. W. Bertelsmann Verlag, Bielefeld, 2017, ISBN 978-3-7639-5843-6.
- Berufsbildende Schule. Bestandsaufnahme und Perspektiven. W. Bertelsmann Verlag, Bielefeld, 2014, ISBN 978-3-7639-5446-9.
- Berufsbildung und Berufsbildungssystem. Darstellung und Untersuchung nicht-akademischer und akademischer Lernbereiche. W. Bertelsmann Verlag, Bielefeld, 2014, ISBN 978-3-7639-5444-5.
- Berufsschule. Annäherungen an eine Theorie des Lernortes. W. Bertelsmann Verlag, Bielefeld, 2014, ISBN 978-3-7639-5427-8.
- Handbuch Berufsforschung. Hrsg. zusammen mit Volkmar Herkner W. Bertelsmann Verlag, Bielefeld, 2013, ISBN 978-3-7639-5094-2.
- Handbuch Berufliche Fachrichtungen. Hrsg. zusammen mit Volkmar Herkner W. Bertelsmann Verlag, Bielefeld, 2010, ISBN 978-3-7639-4217-6.
- vollständige Publikationsliste auf der Website von Jörg-Peter Pahl